# Мавзолей Вельфов

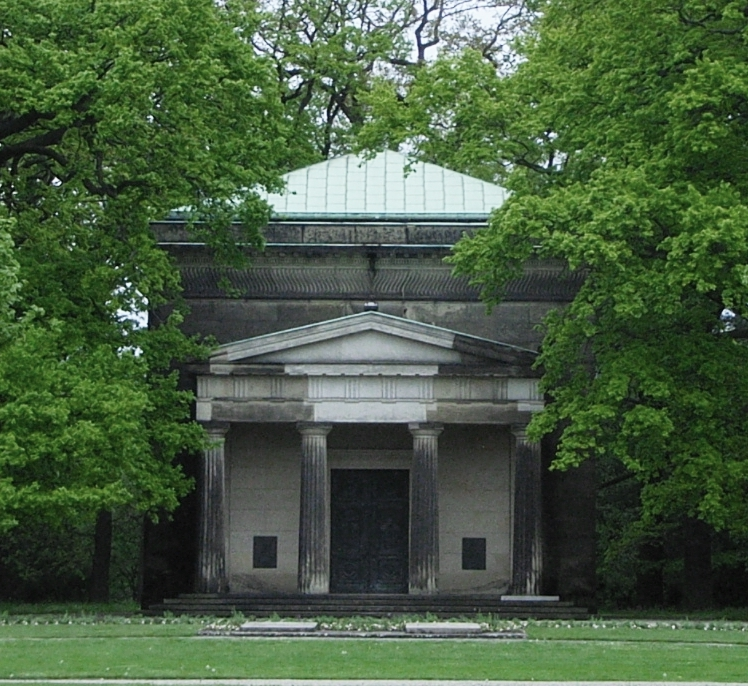
Мавзолей Вельфов в парке Берггартен

Мавзолей Вельфов в Ганновере (нем. Welfenmausoleum) — место захоронения членов дома Вельфов наряду с княжеской усыпальницей в городской церкви Святой Марии в Целле. Расположен в парке Берггартен в ганноверском районе Херренхаузен. Находится под охраной государства.
1 июля 1841 года король Ганновера Эрнст Август I поручил своему советнику по строительству Георгу Людвигу Фридриху Лавесу разработать проект и подобрать место для возведения мавзолея для недавно умершей супруги Фридерики Мекленбург-Стрелицкой, младшей сестры королевы Пруссии Луизы, для которой в 1810 году в Берлине был возведён мавзолей на территории Шарлоттенбургского дворца. Через шесть недель королю было представлено два варианта проекта, один из которых представлял собой строение, стилизованное под древнеегипетский храм. Возвести мавзолей предлагалось в конце липовой аллеи напротив Херренхаузенского дворца.
Несмотря на всю спешку, строительство мавзолея в предложенном месте началось только в мае 1842 года и по новому, третьему проекту в дорическом стиле. К работе над надгробием для королевы Фридерики удалось привлечь скульптора Кристиана Даниэля Рауха, который до этого создал надгробие для могилы её старшей сестры, королевы Пруссии Луизы. Вокруг Мавзолея Вельфов была разбита дубовая роща U-образной формы. После смерти короля Эрнста Августа его гроб был установлен для прощания в Лейнском дворце, а затем торжественно доставлен в мавзолей. Надгробие было выполнено учениками Рауха. Внизу в склепе Мавзолея Вельфов размещаются гробы королевской четы, саркофаги установлены наверху в часовне.
Во Вторую мировую войну Лейнский дворец был полностью разрушен в ходе бомбардировки 27 июля 1943 года. 5 декабря 1957 года останки 11 членов дома Вельфов, покоившиеся в княжеской усыпальнице Лейнского дворца, были перенесены в Мавзолей Вельфов. Таким образом, помимо королевской четы Эрнста Августа и Фридерики в Мавзолее Вельфов захоронены:

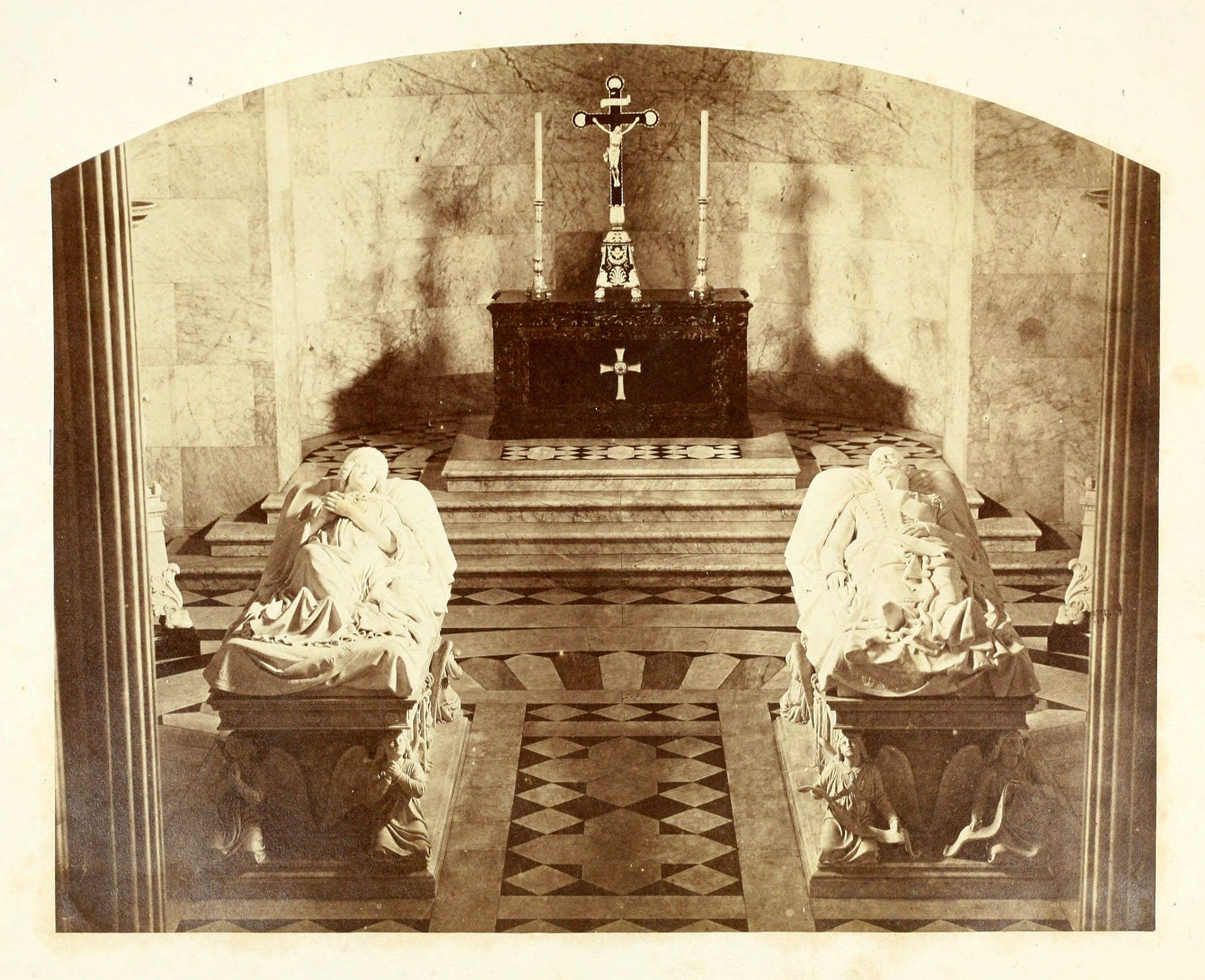
Склеп с надгробиями Фридерики и короля Эрнста Августа. Фото Дегеле, ок. 1861 год.

- Иоганн Фридрих Брауншвейг-Каленбергский (1625—1679), герцог Брауншвейг-Люнебургский
- Анна София (1670—1672), принцесса Брауншвейг-Люнебургская, старшая дочь герцога Иоганна Фридриха, умерла в младенческом возрасте
- Эрнст Август (1629—1698), курфюрст Брауншвейг-Люнебурга
- София Пфальцская (1630—1714), курфюрстина Ганноверская, принцесса Пфальцская
- Георг I (1660—1727), курфюрст, король Великобритании и Ирландии
- Эрнст Август (1674—1728), князь-епископ Оснабрюка, герцог Йоркский и Олбани, младший брат короля Георга I
- Шарлотта (1819—1819), принцесса Кларенс, дочь герцога Вильгельма Кларенса, ставшего впоследствии королём Соединённого королевства Великобритании и Ирландии и королём Ганновера
- Мария Фридерика Сольмс-Браунфельсская (1833—1845); внучка королевы Фридерики Ганноверской, умерла в детском возрасте

Последний правивший монарх из дома Вельфов Эрнст Август Брауншвейгский был похоронен в парке Берггартен перед зданием Мавзолея Вельфов 6 февраля 1953 года. 11 декабря 1980 года перед Мавзолеем Вельфов рядом с мужем была похоронена Виктория Луиза Прусская, единственная дочь императора Германии Вильгельма II и императрицы Августы Виктории.